# Dicranomyia translucida
Dicranomyia translucida är en tvåvingeart. Dicranomyia translucida ingår i släktet Dicranomyia och familjen småharkrankar.

## Underarter
Arten delas in i följande underarter:
- D. t. nigrotincta
- D. t. translucida